# Mauricio Soria
Mauricio Ronald Soria Portillo (Cochabamba, 1966. június 1. –) bolíviai labdarúgókapus, edző, 2014 óta a válogatott szövetségi kapitánya.